# Sergio Orduña
Sergio  Orduña (* 4. April 1954 in Xochitepec, Morelos), bekannt auch unter dem Spitznamen La Hormiguita (span. für Der Emsige), ist ein mexikanischer Fußballtrainer und früherer Spieler, der im Mittelfeld agierte. 

## Leben

### Stationen als Spieler
Sein erstes Spiel in der mexikanischen Primera División bestritt „La Hormiguita“ Orduña am 2. November 1975 für seinen „Heimatverein“ CD Zacatepec beim 1:0-Auswärtssieg gegen den Club León. Sein erstes Erstligator gelang ihm am 16. November 1975 beim 2:0-Sieg gegen die Tigres de la UANL, für die er bald ein volles Jahrzehnt lang spielen sollte und mit denen er in den Spielzeiten 1977/78 und 1981/82 zweimal die mexikanische Meisterschaft gewann. 
Am Ende seiner aktiven Laufbahn spielte er für die Correcaminos de la UAT, in deren Reihen er am 2. Juni 1991 beim 2:0-Heimsieg gegen den CD Veracruz sein letztes Spiel in der mexikanischen Primera División absolvierte. Bereits am 17. Dezember 1989 hatte er für denselben Verein sein letztes Erstligator zum 1:0 in der 6. Minute beim 2:0-Heimsieg gegen Atlético Morelia erzielt.

### Nationalmannschaft
Zwischen dem 22. Januar 1980, als er gegen die Tschechoslowakei (1:0) zwanzig Minuten vor Spielende eingewechselt wurde, und dem 10. Februar 1981, als er eine Halbzeit gegen Südkorea bestritt und in der 88. Minute mit seinem einzigen Länderspieltor den 4:0-Endstand herstellen konnte, absolvierte Orduña insgesamt drei Länderspieleinsätze. Seinen längsten Einsatz (über 80 Minuten) absolvierte er am 20. Januar 1981 beim 1:1 gegen Bulgarien. 

### Stationen als Trainer
Sein Debüt als Cheftrainer in der höchsten mexikanischen Spielklasse gab „La Hormiguita“ Orduña in Diensten des CF Monterrey, nachdem das Vertragsverhältnis mit dem bisherigen Trainer Hugo de León beendet worden war. Orduña betreute die Rayados zwischen dem 24. April und dem 15. Mai 2004 in den letzten vier Spielen der Clausura 2004 gegen Chivas Guadalajara (3:3), bei Necaxa (1:1), gegen den Puebla FC (2:2) und bei den Pumas de la UNAM (2:3).
In der Saison 2007/08 gewann er mit den Indios de Ciudad Juárez die Meisterschaft der zweiten Liga und schaffte somit den Aufstieg in die Primera División. Dort wurde er jedoch bereits nach vier Spielen – die gegen die Tecos de la UAG (0:1), bei seinem Exverein CF Monterrey (0:2), gegen Necaxa (2:3) und bei Santos Laguna (0:3) allesamt verloren wurden – vorzeitig entlassen. 
Bald darauf beerbte er Pablo Luna als Trainer des CD Veracruz und führte die Tiburones Rojos vom September 2008 bis März 2009 durch die letzten Spiele der Clausura 2008 und die ersten Spiele der Apertura 2009 der zweiten Liga, bevor er seinerseits durch Luis Flores ersetzt wurde. 
Zwischen Oktober und Dezember 2011 trainierte Orduña bis zu ihrem Rückzug aus der zweiten Liga noch einmal die Indios de Ciudad Juárez und aktuell erneut die Lobos de la BUAP, die er bereits in der Saison 2009/10 betreut hatte.

## Erfolge

### Als Spieler
- Mexikanischer Meister: 1977/78, 1981/82

### Als Trainer
- Mexikanischer Zweitligameister: 2007/08